# Edward Bass
Perry Edward „Ed“ Bass (* 10. September 1945 in Fort Worth) ist ein US-amerikanischer Unternehmer, Bankier, Philanthrop und Umweltschützer.
Er finanzierte das Projekt Biosphäre 2, ein künstliches geschlossenes ökologisches System, das zwischen 1987 und 1991 gebaut wurde. Er ist der Vorsitzende der Fine Line, eines Investitions- und Venture-Capital-Management-Unternehmens in Fort Worth, und Präsident des Verwaltungsrates der Direktoren der Sid W. Richardson Foundation, einer wohltätigen Organisation. Er wurde im Jahr 2012 mit einem geschätzten Vermögen von 2 Milliarden Dollar als Nr. 239 auf der Forbes-400-Liste der reichsten Amerikaner aufgeführt.

## Frühes Leben und Ausbildung
Bass wurde in Fort Worth, Texas, als Sohn von R. Perry (1914–2006) und Nancy Lee (geb. Muse) Bass (1917–2013) geboren. Er ist der zweitälteste von vier Söhnen, seine Brüder sind Lee Marshall, Sid Richardson und Robert Muse. Sein Vater war ab den 1930er Jahren ein Berater und später Partner von Sid W. Richardson (1891–1959). Als Richardson starb, hinterließ er jedem der Bass-Brüder 2.800.000 $, und Perry verwaltete den Großteil der Familienvermögens in Form von Öl-Firmen, was zunächst von rechtlichen Problemen behaftet war.
Ed Bass besuchte die Phillips Academy und schloss sein Studium an der Yale University im Jahr 1967 mit einem Bachelor-Abschluss in Verwaltungswissenschaften ab. Er war für kurze Zeit in der United States Coast Guard und kehrte nach Yale zurück, um dort das Studium für einen Master-Abschluss in Architektur aufzunehmen, das er allerdings nicht abschloss. Alle vier Brüder besuchten Yale, wo auch der Vater im Jahr 1937 seinen Abschluss gemacht hatte.

## Frühe Projekte
Nach dem Verlassen Yales war Bass bestrebt, „die Welt zu erkunden“. Er zog nach New Mexico und verbrachte einige Zeit mit „einer ungewöhnlichen Gegenkulturgruppe an Synergia Ranch“, die von John P. Allen geführt wurde. In New Mexico baute Bass den Llano Compound, eine Eigentumswohnung in Santa Fe, und begann eine Zusammenarbeit mit Allen bei Ökologie-Projekten. Später finanzierte er ein Hotel in Nepal, eine 300.000 Hektar (1.200 km²) große australische Ranch, den Erwerb von Regenwald in Puerto Rico und das heute nicht mehr existierende Caravan of Dreams-Zentrum für darstellende Künste in Fort Worth.

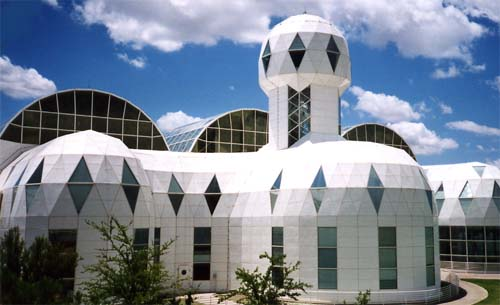

## Biosphäre 2
Im Jahr 1984 gründeten Bass und Allen das Projekt Biosphäre 2, wofür Bass anfänglich 30 Millionen USD bereitstellte. Das Projekt war Teil einer 2.500 Hektar großen Ranch in den Santa Catalina Mountains in Oracle (Arizona) in der Nähe von Tucson. Der Zweck des drei Hektar großen Lebensraums war ein Experiment zur „Neuerschaffung der Erde“ und zu einem möglichen Weg, den Mars zu besiedeln. Das Projekt begann mit dem Versuch von acht Menschen, in einer isolierten und abgeriegelten Siedlung zu leben, wobei Luft und Wasser recycelt werden mussten. Nachdem der Komplex 1991 von der Umwelt abgetrennt war, entstanden schädliche Gase, und während einige der 4.000 Arten gediehen, gingen Wasser und Ernten im Jahr 1994 stark zurück.
1995 wurde das Gelände in eine Forschungseinrichtung der Columbia University umgewandelt, die 2003 eine Wiederaufnahme des ursprünglichen Versuches in Erwägung zog, aber dann aus Kostengründen fallen ließ, sodass der Komplex wieder an Bass zurückkehrte. Im Jahr 2007 verkaufte Bass einen Teil des benachbarten Landes, und das Gebäude wurde an die University of Arizona vermietet. Die Gesamtkosten des privat finanzierten Projekts wurde verschiedentlich mit $ 150.000.000 oder $ 200.000.000 angegeben. Die University of Arizona kündigte im Juni 2011 eine vollständige Übernahme der Gebäude und Gelände an.

## Schutzbemühungen
Bass hat zahlreiche Projekte zum Umweltschutz finanziert und erklärte, dass er Umweltschutz als am effizientesten empfinde, „wenn als Unternehmen angesprochen“. Zu seinen Investitionen in Nepal gehörten auch Schutzbemühungen für Nashörner und Tiger. Er unterstützte den World Wildlife Fund (WWF), den New York Botanical Garden, das Jane-Goodall-Institut, und die National Environmental Education and Training Foundation. Er ist derzeit stellvertretender Vorsitzender des Botanischen Forschungsinstituts von Texas und gründete 1986 die ökologische Non-Profit-Organisation „Philecology Trust“.

## Stadtumbau
Bass ist ein langjähriger Unterstützer der Innenstadtsanierung und wurde als „führend in dem, was als eine der erfolgreichsten Stadterneuerungen in Amerika gilt“, beschrieben. Er und seine Familie begannen die Entwicklung von Sundance Square im Jahr 1982. Dieses Projekt kombiniert Gewerbe- und Wohnraum in den zentralen Geschäftsvierteln von Fort Worth und erhielt 2004 den Fort Worth Chamber of Commerce Spirit of Enterprise Award. Bass führte die Entwicklung der Bass Performance Hall, die im Jahr 1998 eröffnet wurde, ohne öffentliche Finanzierung.

## Philanthropie
- 2002: Gründung des „Edward P. Bass Distinguished Visiting Environmental Scholars Program“ an der Yale University[22]
- 2006: 60.000.000 $ Spende an Yale (seine Familie spendete insgesamt mehr als 200 Millionen $ an Yale)[2]
- 2007: 12.000.000 $ WWF[17]

## Aktuelle Aktivitäten
- seit 2001 „Successor Fellow“ der Yale Corporation, dem Dachverband der Yale University.[9]